# Osiedle Hutnicze (Ostrowiec Świętokrzyski)

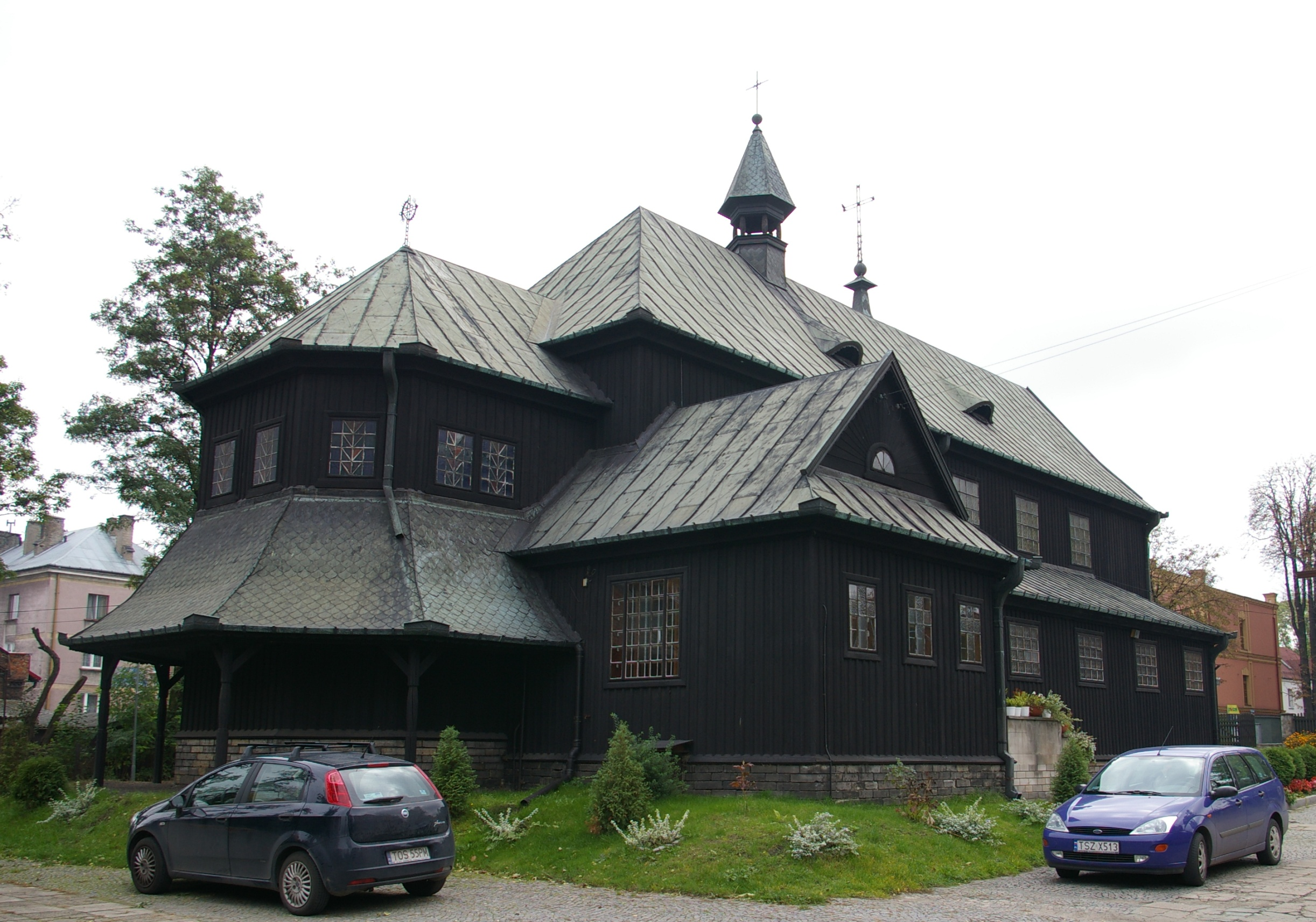
Kościół fabryczny na Osiedlu Hutniczym

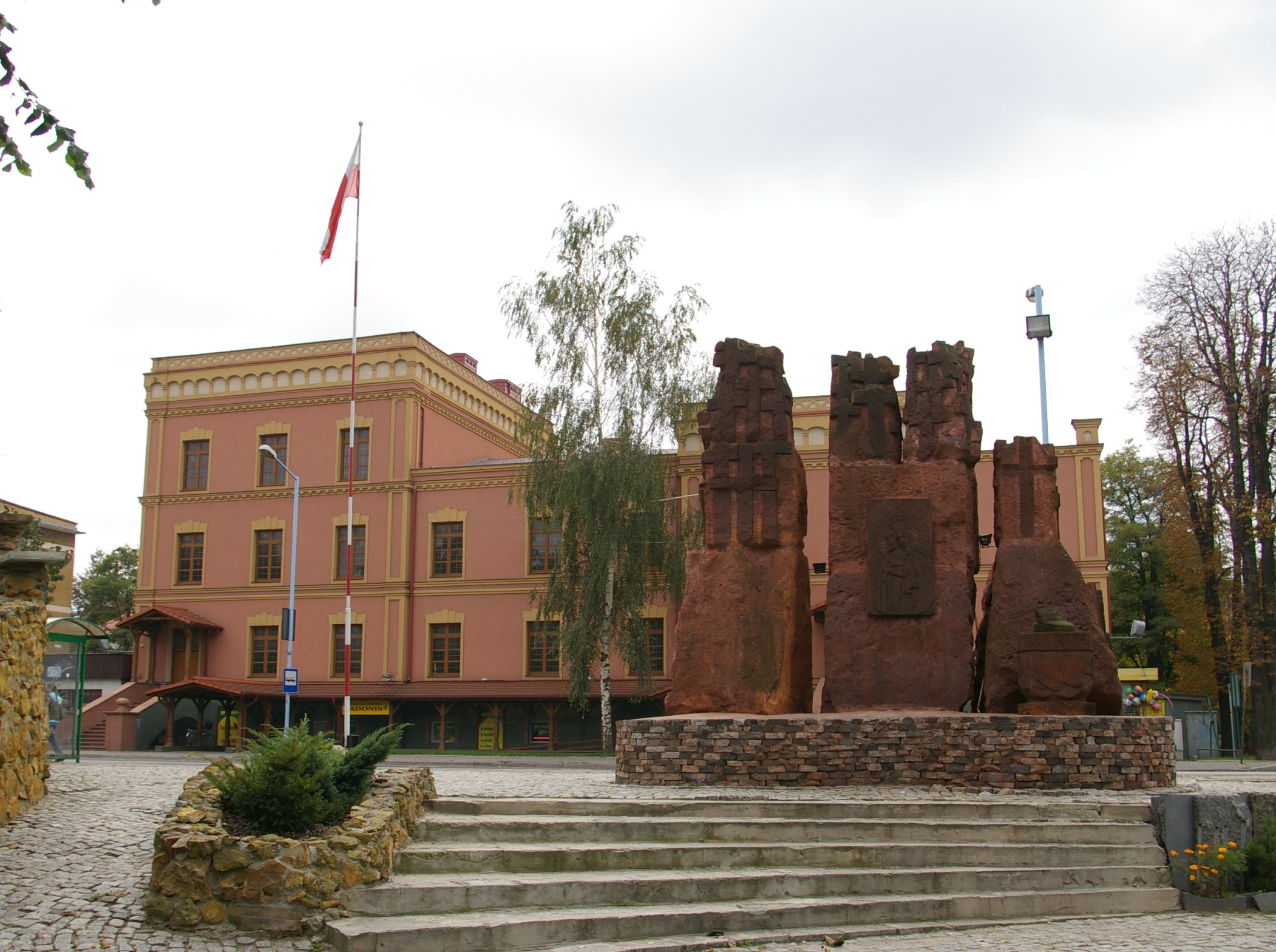
Pomnik Ofiar Zbrodni Katyńskiej i dawny Hotel Fabryczny

Osiedle Hutnicze – osiedle samorządowe Ostrowca Świętokrzyskiego. Znajduje się na terenie dawnej osady fabrycznej Klimkiewiczów, włączonej do Ostrowca w 1924 r.

## Zasięg terytorialny
Osiedle obejmuje następujące ulice: Aleja Solidarności, Ignacego Boernera (nieparzyste numery 7-19 i parzyste 4-10), Stanisława Brody, Fabryczna, Hutników, Klimkiewiczowska, Kościuszki, Łączna, Moniuszki, Poniatowskiego (nieparzyste numery 1-7 i parzyste 2-10), Rondo 25-lecia NSZZ „Solidarność”, Sandomierska (nieparzyste 1-5 oraz parzyste 6-10), Sportowa, Staszica, Świętokrzyska (nieparzyste 1-21 i parzyste 4-8), Traugutta, Trawna, Zamłynie i Zgoda.

## Historia
W latach 1827–1839 powstał tu zakład hutniczy, który dał początek Hucie Ostrowiec. Wybudowano go w pobliżu dawnego traktu pocztowego, prowadzącego z Ostrowca do Opatowa (obecnie ulica Traugutta), przy kanale prowadzącym z Romanowa, do rzeki Szewnianki. Początkowo od nazwiska projektanta Antoniego Klimkiewicza zakład nosił nazwę Huta Klimkiewiczów. Osada fabryczna, która powstała przy hucie nazywana była Klimkiewiczowem. W 1841 r. przez Klimkiewiczów przeprowadzono tzw. trakt fabryczny z Bzina do Zawichostu (współcześnie ulica Sandomierska).
W 1845 r. zakład i przylegająca do niego osada stały się własnością Banku Polskiego. W 1883 r. Klimkiewiczów zajmował powierzchnię 40,3 ha. Osada miała wówczas 11 domów i 250 mieszkańców. W 1893 r. powstały dwupiętrowe kamienice fabryczne, a w 1894 r. szpital fabryczny, który do powstania kasy chorych na ul. Focha, był jedynym szpitalem w najbliższej okolicy. W 1903 r. Izabela Łempicka otwarła w Klimkiewiczowie czytelnię i księgarnię. Od 1902 roku Maciej Glogier, Jan Głogowski i Jan Wigura tworzyli w Klimkiewiczowie pierwsze koła Towarzystwa Oświaty Narodowej. W 1907 r. osada miała już 27 domów i 825 mieszkańców.
W 1916 r. miała miejsce pierwsza próba przyłączenia Klimkiewiczowa do Ostrowca. Sprzeciwiły się temu wówczas władze spółki hutniczej. 29 maja 1921 r. powódź zalała dzielnicę. W 1924 r. osada została ostatecznie włączona do Ostrowca. 7 stycznia następnego roku ulice osiedla otrzymały swoje nazwy.